# CUS Pisa Hockey
Il CUS Pisa Hockey è la sezione di hockey su prato del Centro Universitario Sportivo di Pisa, fondato nel 1946.
Dispone di una squadra maschile e di una squadra femminile, entrambe militanti nei rispettivi campionati di Serie A1.
La squadra ha anche numerose rappresentative giovanili, che partecipano ai rispettivi campionati nazionali ed hanno vinto vari titoli tricolori di categoria.

## Storia
La prima partita della compagine pisana, allora chiamata GUF Pisa, risale al 1938. La guerra interruppe il gruppo dei fondatori, che nel primo periodo post-bellico si riunirono di nuovo e nel 1948 si affiliarono alla Federazione con il CUS Pisa appena formatosi. Ammesso d'ufficio a fare parte del Campionato di Serie A, l'unica allora esistente, il CUS si classifica secondo dopo uno spareggio con il CUS Genova.  Dal 1963 fino al 1968 l'hockey in Italia si evolve ed il campionato si estende con l'inserimento della Serie B. Il Pisa rimane in serie A fino al 1960, anno in cui viene interrotta l'attività, ripresa solamente nel 1963. 
La società si affermerà a partire dagli anni 2000, diventando una realtà dell'hockey italiano con un settore giovanile numeroso e competitivo. Dopo numerosi successi a livello giovanile e indoor, nella stagione 2016-2017 la sezione femminile si aggiudica il primo scudetto su prato della storia della squadra.

## Palmarès

### Sezione maschile

#### Competizioni giovanili
- Campionato italiano Under-21: 1

2010-11
- Campionato italiano Under-18: 1

2007-08
- Campionato italiano Under-16: 1

2005-06
- Campionato italiano Under-21 indoor: 2

2010-11, 2014-15
- Campionato italiano Under-18 indoor: 2

2006-07, 2018-19

### Sezione femminile

#### Competizioni nazionali
- Scudetto: 1

2016-17
- Scudetto indoor: 3

2013-14, 2015-16, 2016-17

#### Competizioni giovanili
- Campionato italiano Under-19: 1

2013-14
- Campionato italiano Under-18: 3

2007-08, 2006-07, 2015-16
- Campionato italiano Under-16: 3

2015-16, 2014-15, 2017-18
- Campionato italiano Under-14: 3

2003-04, 2004-05, 2013-14
- Campionato italiano Under-21 indoor: 3

2008-09, 2016-17, 2018-19
- Campionato italiano Under-18 indoor: 4

2004-05, 2007-08, 2010-11, 2016-17
- Campionato italiano Under-16 indoor: 1

2005-06
- Campionato italiano Under-14 indoor: 1

2014-15